# Tjamsweer
Tjamsweer é uma aldeia holandesa pertencente ao município de Appingedam, na província de Groninga.